# بنجامين ريد
بنجامين ريد (بالإنجليزية: Benjamin Reed)‏ (2 أكتوبر 1961 بجنوب أفريقيا - ) هو لاعب كرة قدم جنوب أفريقي في مركز الهجوم. لعب مع نادي بلومفونتين سيلتيك.

## وصلات خارجية
- بنجامين ريد على موقع قاعدة بيانات كرة القدم.إي يو (الإنجليزية)
- بنجامين ريد على موقع ناشيونال فوتبول تيمز (الإنجليزية)